# ديكستر ماسترز
ديكستر ماسترز (بالإنجليزية: Dexter Masters)‏ (15 يونيو 1909 - 5 يناير 1989)؛ روائي أمريكي.